# Il sogno di un uomo ridicolo
Il sogno di un uomo ridicolo (in russo: Сон смешного человека, Son smešnogo čeloveka) è un racconto di Dostoevskij, pubblicato in origine nel Diario di uno scrittore.

## Contenuti dell'opera
"Sono un uomo ridicolo.
Adesso poi loro dicono che sono pazzo..." 
L'opera narra di un sogno che il protagonista fa all'età di quarantasei anni, probabilmente in uno dei suoi momenti di profonda e tragica introversione. Convinto ormai che tutto è indifferente e meditando il suicidio, acquista una rivoltella e la carica; tuttavia, non si spara subito, ma ripone l'arma in un cassetto, aspettando il momento giusto per compiere l'ultimo atto: infatti, consapevole che tutto gli è ormai indifferente, pretende che almeno l'ultima azione della sua vita, il suicidio appunto, venga compiuta in un preciso istante in cui avverte che non proprio tutto gli risulta indifferente. 
Una notte di novembre il protagonista prende la decisione di togliersi la vita, dopo aver fissato in uno squarcio di cielo limpido una stella lucente che sembrava suggerirgli (pur non comprendendone il perché) proprio questo terribile atto.
Dopo aver preso la sua decisione s'imbatte in una bambina che piange disperata e che invoca il suo aiuto; sua madre sta per morire e nessuno corre in loro soccorso. Ma il protagonista la scaccia con brutalità e con l'ostentata indifferenza di chi, avendo deciso di farla finita, non vuole minimamente preoccuparsi dell'altrui sofferenza. Così, torna alla sua abitazione, una bettola piena di ubriaconi e continue risse. Nella sua camera comincia a riflettere sugli accadimenti occorsigli, accorgendosi d'aver provato compassione e pietà per la povera bimba incontrata per strada. Così, la compassione provata per lei lo distrae dal suo proposito autodistruttivo, tanto da farlo pentire e vergognare del suo atteggiamento.
A questo punto, giunge a una sua "Visione della Verità" attraverso un sogno. Nel sogno si suicida per davvero, sparando un colpo al cuore, e senza dolore si crea un immenso buio attorno a sé, vivendo in ogni aspetto la sua morte (le persone che accorrono, la sua sepoltura) che avverrebbe nella palazzina in cui vive. Poi, grazie ad un essere misterioso dall'aspetto umano (una sorta di angelo) viene trasportato nell'immensità dell'universo, lontano dall'odiata Terra, passando accanto a Sirio. Nel corso del viaggio Fedor si rende conto che anche dopo la morte continuiamo ad esistere, anzi siamo costretti a rinascere in qualche altro angolo remoto dell'universo.
Mentre torna a rimembrare il dramma della povera bambina, il misterioso compagno di viaggio esclama: «Vedrai Tutto». Quindi l'angelo lo abbandona, mentre Fedor rinasce in una nuova Terra molto simile alle condizioni primordiali descritte nelle sacre scritture, come una sorta di età dell'Eden. In questo Eden gli uomini vivono senza scienza razionale, parlano e dialogano tra di essi come con gli alberi, le piante e gli animali. Non esistono relazioni burocratiche, sfide, invidia, malizia o gelosia, e i figli sono figli di tutti e tutti hanno più madri e più padri contemporaneamente: tutta la comunità umana è un'unica grande famiglia. Gli abitanti della nuova terra non hanno luoghi di culto come templi e chiese, ma sono coscienti della vita eterna così come hanno “una continua coscienza dell'universo intero” e credono che la morte non sia altro che una porta che apre ad una comunicazione ancora più vasta e completa con tutto il Creato.
Fedor continua a sognare divenendo sempre più convinto che non stia solo sognando, ma vivendo in una vera e propria “altra dimensione”. La sua presenza, però, altera la situazione paradisiaca e trasmette agli uomini di questa nuova terra il “bacillo” della corruzione: la menzogna, la malizia, la sensualità, la vanità, la gelosia e l'invidia, che favoriscono lo spargimento del primo sangue. Sorgono così le idee di onore e le coalizioni contrapposte, nonché il seme della vergogna della nudità. Si iniziano anche a parlare diverse lingue, e dopo la conoscenza del dolore e del piacere, nasce pure la necessità della pena di morte per i criminali violenti. Da allora questi uomini iniziano a credere che la scienza li avrebbe resi saggi poiché avrebbero riscoperto le leggi della felicità.
Dopo aver compreso che la sua stessa presenza ha corrotto "l'umanità sosia", chiede di farsi uccidere estirpando così la causa prima della corruzione. Ma nessuno crede nelle sue parole. A quel punto si risveglia dal sogno.
Dopo quel sogno Fedor decide di dedicare la propria vita alla predicazione della Verità, convinto di averne avuto la perfetta visione e sicuro che il Male, la corruzione e la degenerazione non possano essere la condizione normale dell'umanità: «Quella bambina poi l'ho rintracciata... E mi metterò in cammino, mi metterò in cammino!».

## Edizioni italiane
- trad. Decio Cinti, Milano: Sonzogno, 1939
- trad. Eva Amendola Kühn, Roma: La voce, 1919; Milano: Rizzoli, 1953
- trad. Eridano Bazzarelli, in Racconti e romanzi brevi, Milano: Mursia, 1962
- trad. Bruno Del Re e Pietro Zveteremich, in Crotcaja e altri racconti, Milano: Bompiani, 1966
- trad. Gianlorenzo Pacini, in Il romanzo del sottosuolo, Milano: Feltrinelli, 1974
- trad. Luigi Vittorio Nadai, in Racconti, Milano: Garzanti, 1988; Milano: Il Sole 24 Ore, 2011
- trad. Giovanna Spendel e Grazia Lombardo, Milano: Mondadori, 1995
- trad. Marilena Salvarezza, Milano: Opportunity books, 1995
- trad. Pierluigi Zoccatelli, Roma: Newton Compton, 1995
- trad. Giorgio Brianese, Milano: Gallone, 1998 (con il titolo L'uomo ridicolo)
- trad. Paolo Nori, Milano: Marcos y Marcos 2014 (in Tre matti: Gogol', Dostoevskij, Tolstoj)
- trad. Costanza Russo: Urban Apnea Edizioni, 2019